# Максимијан
Марко Аурелије Валерије Максимијан Херкулије (лат. Marcus Aurelius Valerius Maximianus Herculius; рођен око 250. године, убијен јула 310. године) био је римски цар, заједно са Диоклецијаном од 1. марта 286. године до 1. маја 305. године. 
Рођен је у сиромашној породици у околини Сирмијума, у Доњој Панонији, на тлу данашње Србије. Максимијан се пробијао у војсци све до 286. године, када га је нови цар Диоклецијан, његов пријатељ, начинио цезаром и владарем западног дела царства. Следеће године Максимијан је постао август, заједно са Диоклецијаном, а 293. године када је Диоклецијан увео тетрархију, Констанције Хлор је постао Максимијанов цезар и оженио се његовом ћерком.
Током своје владавине, Максимијан је имао неколико пута војне успехе, против Алемана и Бургунда у северној Германији, као и против Карпа на Дунаву. Такође, у Максимијаново време се појавио противцар у Британији, Караусије. 
Диоклецијан и Максимијан су 1. маја 305. заједно одступили са трона. Јасно је да Максимијан то није учинио по сопственој вољи. Галерије и Констанције Хлор постали су нови цареви, који су узели за цезаре Севера II и Максимина Дају. Када је Констанције умро следеће године, Максимијанов син, Максенције добио је западни део царства на управу и именовао је Максимијана за свог августа. Максимијан је у биткама победио Севера и Галерија и привукао на своју страну сина Констанција Хлора, будућег цара Константина Великог, дајући му за жену своју кћи Фаусту.
Ипак, 308. године Максимијан је подигао устанак против свог сина, кренуо је на Рим, али је био поражен и са Константином је потражио уточиште у Галији. 310. године прогласио се по трећи пут за цара, али се није могао одржати против Константина Великог, који га је приморао да изврши самоубиство.

## Биографија
Рођен у Панонији од скромних родитеља, толико се прочуо по својој војној служби да је то Диоклецијана при реализовању свог плана о подели Царства без комадања истог навело да га узме себи за колегу, као некога ко би својим понашањем и способностима могао бити од користи у тренутно нарушеном стању јавних послова. Сходно томе произвео га је прво у цезара, а затим у августа, доделивши при томе почасне називе — њему Херкулије, а себи Јовије. Ови епитети пружали су панегиричарима овог доба обилан материјал за отворено ласкање и невероватне досетке. 
Даља прича о Максимијану толико је у присној вези са причом његовог патрона и Константина да је готово свака појединост сасвим подробно илустрована у чланцима о Диоклецијану, Константину и Максенцију. Биће стога довољно обратити пажњу на главне чињенице: 
- Након што га је Диоклецијан убеђивањем, ако не и присиљавањем, натерао да се најневољније одрекне своје власти у Милану 1. маја 305, идуће 306, оберучке је прихватио позив свог сина Максенција. Напустивши свој миран живот у Луканији, поново је био обдарен свим инсигнијама царског положаја.
- Пошто је својом срчаношћу и умећем спречио опасности које су запретиле Италији, погубио Севера (307) и одбио Галерија, успоставио је блиску везу са Константином, коме је доделио титулу августа и руку своје кћерке Фаусте.
- При повратку у Рим збацио га је Максенције, који се, пошто је изгубио стрпљење да буде под контролом и диктатом свог оца, правио или веровао да је овај осмислио заверу да га обори са власти.
- Отишавши, дакле, на Галеријев двор, одан је у просекуцији издајничких интрига, те је морао да потражи прибежиште код зета. Да би скинуо са себе сваку сумњу, још једном је формално одложио пурпур.
- Пошто је искористио привремено одсуство свог протектора и издајнички присвојио ризницу депоновану у Арлу, богатим митом успео је да наговори кор војника да га по трећи пут прогласе за августа.
- Опкољен у Марсељу и прунђен да се преда, одузета су му сва достојанства, али му је дозвољено да задржи свој живот и слободу (308. године).
- Али, коначно, две године касније, после узалудног настојања да наведе своју кћерку да уништи свог мужа, наложено му је да бира како ће да оконча живот, те се задавио фебруара 310. године.

Читава историја овог бурног периода сведочи о Максимијановим војничким талентима и са једнаком сигурношћу показује да је овај начисто био лишен достојанства ума, да је био потпуно непринципијелан, да је био не само сиров и строг, него и подао и окрутан. Сви извори се слажу да је био потпуно лишен префињености и углађености, а каже се да су његове црте лица и општи изглед били показатељ грубости и окрутности духа унутар њега. Док га је водио Диоклецијанов супериоран геније и командујући интелект, ваљано је обављао свој посао за који је био изабран. У каснијим годинама његовог живота, пак, када је био препуштен да сам доноси одлуке, испољава се тужан призор слабе амбиције, немира, подмуклости и злочина. 
Максимијан је оженио Еутропију, удовицу сирског порекла, која му је родила двоје деце, цара Максенција и Фаусту, касније супругу Константина Великог. Еутропија је из претходног брака добила ћерку, Флавију Максимијану Теодору, касније супругу Констанција Хлора.